# NOBE
NOBE（ノビ、1980年8月23日 - ）は、日本の作詞家。岡山県岡山市出身。四天王寺国際仏教大学人文学部仏教学科を卒業。ただし、現在では大学名も変わり仏教学科も存在しない。ヒップホップ・ユニットINFLAVAの元MC。なお人間国宝である陶芸家の藤原雄は遠縁にあたる。

## 来歴
本名：松田 善之(まつだ よしゆき)。
2008年、2MCのテクノ・ヒップホップユニット INFLAVA のメンバーとして、ユニバーサルJよりデビュー。シングル3枚、アルバム1枚を発表後、2009年から他アーティストへの作詞も始める。INFLAVA が継続中の頃の作品では、個人の作詞クレジットも「INFLAVA」と表記していた。INFLAVA は2010年9月に解散。解散後はフリーの作詞家として活動。
2019年9月、約10年続けていたKFCのアルバイトを勤務店が閉店したことを機に終了。作詞だけで食べていけなかった頃に始めたものだが、作詞だけで食べられるようになってからも続けていたという。2021年12月より、スーパーでレジ打ちのアルバイトを開始。

## INFLAVAの作品
※この時の作詞は全てメンバーとの共作
Single
- Doing 2008年10月発売
- Coupling 上記SingleのC/W曲
- せつないんぐ。 2009年2月発売
- Positioning 上記SingleのC/W曲
- Homing 2009年5月発売
- Tuning 上記SingleのC/W曲

Album
- Programming 2009年6月発売

## 作詞作品
ももいろクローバー（ももいろクローバーZ）
- 走れ! （INFLAVA名義）

真野恵里菜
- My Days for You
- かけがえのないあなたへ 〜my precious treasure box〜

Buono!
- 初恋サイダー

℃-ute
- ありがとう～無限のエール～

Juice=Juice
- 素直に甘えて

こぶしファクトリー
- GO TO THE TOP!!

つばきファクトリー
- My Days for You

FRUITS ZIPPER
- ふるっぱーりー！

真中まな（FRUITS ZIPPER）
- マナカマナカマナ

CANDY TUNE
- 絶対きゃんちゅー宣言っ！

アップアップガールズ（仮）
- バレバレI LOVE YOU
- メチャキュン♡サマー ( ´ ▽ ` )ノ
- リスペクトーキョー
- Dateline
- 銀河上々物語
- Burn the fire!!
- ナチュラルボーンアイドル
- アップアップタイフーン
- ENJOY!! ENJO(Y)!!
- チェリーとミルク
- サンタクロース
- アプオメっ!!〜アプガのお正月だょ全員集合!〜
- キラキラミライ
- パーリーピーポーエイリアン
- アッパーレー
- FOREVER YOUNG
- メガモリッ! ma vie!!
- ショートカットに片想い
- 愛愛ファイヤー!!
- アゲノミクス!!
- HAPPY NAKED!!
- ソラハレルヤッ!!
- 一歩目のYES!
- 正解ですっ!(アプガVer.)
- Again！

アップアップガールズ（2）
- 2学期サマーっ!!
- 両想いの♡しるし
- ワッチャウッ!!
- ラッタンプイコ
- スターティングオーバー
- パジャマ DE タンテボー
- にきちゃんわんだーらんど (RAP詞:森永新菜)
- らびっちゅ♡
- Life Is Beautiful
- 正解ですっ!(にきちゃんVer.)
- ギリギリバーニング！
- ビリーバー

鍛治島 彩（アップアップガールズ（2））
- これからも
- 光れ!涙!
- 恋のRock'n Night

佐々木ほのか（アップアップガールズ（2））
- バラードなんていらない

でんぱ組.inc
- ノットボッチ…夏
- ナゾカラ（共作:吉村さおり）
- VANDALISM （共作詞:蔦谷好位置）
- イロドリセカイ （共作詞:青山亮）
- ムなさわぎのヒみつ？！
- きっと、きっとね。
- キボウノウタ （共作詞:青山亮）
- WWDBEST　（共作詞:前山田健一、畑亜貴、meg rock、かせきさいだぁ、只野菜摘）
- だだだだだだっ!!
- Ψ発見伝！
- エバーグリーン
- でんでんぱっしょん（新セリフ&新RAPの作詞を担当）

でんぱ組.inc VS フランシュシュ
- ゾンビランドDEMPA!!

古川未鈴（でんぱ組.inc）
- ソーリー、ロンリー。

乙女新党
- 2学期デビュー大作戦!!
- サクラカウントダウン
- 始まりのうた
- ビバ!乙女の大冒険っ!!
- キミとピーカン☆NATSU宣言っ!!!
- ファイヤイヤっ!!!
- NとS （まりと真優from乙女新党）

虹のコンキスタドール
- ぴくしぶおんど
- THE☆有頂天サマー!!
- ドキドキ乙女の通信簿
- 愛だけ叫んで
- 初めて虹を見つけた日のことを今でも覚えてますか
- 戦場の聖バレンタイン
- わたし時々、魔法少女
- 限りなく冒険に近いサマー
- 電光石火、夏花火。
- パラダイスな片思い
- 大キライでした。
- キミは無邪気な夏の女王～This Summer Girl Is an Innocent Mistress～
- 心臓にメロディー
- ずっとサマーで恋してる
- 愛をこころにサマーと数えよ
- あなたと見る青空に明日も虹が架かりますように
- 夕暮れグラデーション
- サマーとはキミと私なりっ!!
- 世界の中心で虹を叫んだサマー
- ジャスナウ!
- BE MYSELF
- キミは夏のレインボー!
- バレンタインアンブレラ
- マイレージラブサマー
- ガチ恋ですの♡あいうぉんちゅー!
- すべてが虹になるサマーっ！
- All Right！
- 無敵アイドルストーリー！
- Boom！Boom！サマーっ♡

虹のコンキスタドール赤組
- 天文学的ノンフィクション

ベボガ!（虹のコンキスタドール黄組）
- エピソード2U
- 純情NAMIDAカタルシス
- 4文字メロディー
- めんごっ!!～イブは色々あるのです～
- アカネスカイ
- スーパー☆スター
- 夏の永遠ガール

リルネード
- 純白のリルネード

吉河順央
- オーロラフリル

SUPER☆GiRLS
- 新しい朝に吹く風は
- 太陽の雫
- スイーツ

TrySail
- flower

LUNA （from GEM）
- Don't you wanna kiss?

LinQ
- ウェッサイ!!ガッサイ!!

LADYBABY (The Idol Formerly Known As LADYBABY)
- SCHOOL OF HARD KNOCKS
- Generation Hard Knocks
- ホシノナイソラ
- 破天ニ雷鳴

ときめき♡宣伝部
- 乙女のグロリアス

CROWN POP
- 手のひらに青空
- 真っ白片思い
- Boot!!!
- 光るラムネ
- LIFE
- To Do
- ケセラセラっ!

クマリデパート
- アンサー!!
- ゴイリョクタラズ
- ニジイロスタート

泉茉里（THE 夏の魔物）
- UTANINARE!!

はるな愛
- ムリムリムーチョ

大里菜桜fromボンクラ
- 松盆栽かぞえうた～365日のぼんぼん～ （共作詞:チャンベビユウコ）

FrilL FleuR
- 100パーセント☆サマー
- Not alone
- 桜降る空の下で
- ナイショ♡ラバーズ

フルーレット
- ハートの引力
- ジャポポポネーゼ
- 充実エブリデイ!!!!!!!
- 刹那Forever

RYUTist
- 神話
- piece of life
- 日曜日のサマートレイン
- Blue
- 想い出はプロローグ
- 口笛吹いて
- 好きだよ・・・
- echo

Prizmmy☆
- my Transform
- Summer day
- Party driver
- BRAND NEW WORLD!!
- Prizmmy☆’s AISATSU SONG
- BodyRock
- BestFriend
- パンピナッ!
- ありがとう〜Dear father and mother〜
- Tear Smile
- Jumpin’! Dancin’!
- ワンダ!!!!
- NEO UNIVERSE
- きゅらるりきゅりるら  (MIAとHINAのユニット曲)
- Shiny Colors!
- Spark!!

Prism☆Box
- ハッピースター☆レストラン
- ずっとも!Zoo
- キラキランウェイ☆

プリズム☆メイツ
- Dancing Doctor
- Glory Days
- 全身全霊ゴーマイウェイ!!

吉川友
- URAHARAテンプテーション
- いいじゃん
- あまいメロディー
- 花  (第一楽章を作詞)
- アカネディスコ
- Maneiro!
- 華麗なる大変身

Bitter & Sweet
- 誰にもナイショ  (共作詞:児玉雨子)
- 恋愛WARS
- ハレルヤ
- オレンジライン
- 贈りものには愛がある

チーム・負けん気
- 無限、Fly High!!

アイドルカレッジ
- ココロダンス!!

マボロシ可憐GeNE
- ヒカリへ、ミライへ。

ちはる（CV：田村ゆかり）
- one-sided love CR風雲維新ダイ☆ショーグン挿入歌

服部霧子（CV：川澄綾子）
- beat of life CR風雲維新ダイ☆ショーグン挿入歌

超新星
- Promise （INFLAVA名義）
- 今すぐキミに届けたい （INFLAVA名義）
- キミのBirthday （INFLAVA名義）
- Love Letter  (共作詞:佐藤歩)

東京力車
- 天下御免の伊達男
- ヤイロチョウタマシイ

りゅうと
- Day by day　(共作詞:浅野尚志･YGQ)

はっぴー超じぇねレ〜ション
- 誰がデビューできるの?
- 推しごと

ICTラブリ〜ず!!
- お世間様 2013年4月発売ミニアルバム (収録曲全て作詞)

きゅい〜ん'ズ
- きゅい〜ん’ズ登場! 2015年2月発売ミニアルバム (収録曲全て作詞)

ハートアップガールズ
- 僕らがセンセーション!!

feelNEO
- 花束アニバーサリー

モデラート
- せーのっ!!
- 王子様はアイツじゃない!!

ユメオイ少女
- 叶えたい夢があるんだ!!
- Our Song
- リスキーゲーム
- テキーナサンライズ
- テッペンブラッド!!

天晴れ!原宿（Appare!）
- アッパレルヤ!!
- キミだけのワンダーランド
- カラフルミラクルディスカバリー
- パレリラパレリラ
- アッパライナ
- あっぱれサマーっ!!
- ぼくらのうた
- ホットラブウィンター
- 決勝戦はエブリデー
- 約束の続き
- ダフネ
- ファイヤースター
- 僕らのワンダーランド
- パヤパヤ
- フレ!フレ!ヒーロー!
- アッパレビバディ
- さんざめく
- アガレ!
- パーティーモンスター
- 希望のヒカリ
- 未体験Be Alright！
- シンフォニア

ろいぺた（Appare!）
- もうちょっと

Palette Parade
- パレサマ！

スプスラッシュ
- しぇきらっ!
- ファーステストラブサマー
- カミナリ
- ファビュラストキオ

パラディーク
- エリンジウム
- ちゅ♡ちゅ♡ちゅ♡ぱにぱっ♡

KAMOがネギをしょってくるッ!!!
- チョモチョモランマ
- ダーリン♪ダーリン♪
- 偶像リアリティー
- ちゃお
- Day! Day! Summer party!!

Lily of the valley
- ファンファーレ
- Fighting flag
- rain melody
- 9月の風
- 万感

1461日のクレシドラ
- サクラ、ハルカ。

ころころパピー
- アイドリズム

アイドルING!!!
- 拝啓、未来
- ばえなっちゅ♡

花房優希（CV：麻倉もも）
- たらこのパスタ

DOLLS（プロジェクト東京ドールズ）
- 永遠メモリー
- 言の葉シンフォニー
- はじまりのハーモニー
- 追い風Brave motion!!
- It's OK!!
- ヒカリ
- Smile Again
- クリスマスマーチ
- Starry heart Starry love
- Precious day
- Pray Breath
- 感情を超えて

チームA（プロジェクト東京ドールズ）
- わたし

チームB（プロジェクト東京ドールズ）
- サンダーライン

チームC（プロジェクト東京ドールズ）
- Candy Star

レイミ・サイオンジ（CV：福圓美里）（スターオーシャン:アナムネシス）
- ami d'enfance

龍峰高校水泳部（ドラマ『男水』）
- Dragon Pride

Pri☆mage
- もしも雪が降らなくても
- KING OF KINGS
- ソーシャルネットLOVEゲーム
- 希望の花びら
- えっびばーでぃっ!

KissBee
- どっきんふわっふー
- 駆け出せBravery!!
- LOVEすぎて死亡っ!!(仮)

星空のBaboo
- 魔法なんかよりファンタジー

the mishmash
- We Getta Fuuuunky!!

GREAT MONKEYS
- MONKEY LIFE

煌めき☆アンフォレント
- 奇跡≒スターチューン
- 光彩⌘スターティングオーバー

ココロモヨヲ
- セツナフレンド

はっぴっぴ
- NO祭り,NO人生

ハッピーくるくる
- たりらりらんでぶ～

あそびダンジョン
- 遊言実行!あそびダンジョン!!
- ビビビトネイチャー

metarium
- ハートごとふにゃけちゃうサマーっ！
- アテンション・シーブリーズっ！
- まっすぐに愛を歌おう！
- 天元カーニバル！

MAONATSU（最高じぇねれーしょん）
- Nice to meet you Wi-Fi free

三代目KONAMON
- 風になれ!

ハニースパイスRe.
- Re. Quest Love

あたまのなかは8ビット
- キャラメルポップテンション
- どぅいどぅい
- 最高タマシイDAYS
- 恋しぐれっ!

FU(D)GE
- ら・ら・ら・らぶっ♡

えるすりー
- 乙女ピーカンDAYS

MIKKO
- September rainy love

NoelliL
- プリンセスは、あたしだけっ!

新潟アーティストスクール
- Step by Step

NωA
- ωe are the HERO!!

いろは
- Winter Lovers

SAKKA FESテーマソング
- Do It Yourself（共作詞：村カワ基成、浅野尚志）

ファイターズガール
- NinePlus 2012年夏季の北海道日本ハムファイターズ応援歌
- アンビシャス!! 2013年春季の北海道日本ハムファイターズ応援歌
- ファイティング!! 2013年夏季の北海道日本ハムファイターズ応援歌

## 出演

### インターネットテレビ
- モクベン うた3（2019年8月15日、12月19日YouTubeチャンネル）- 講師役としてゲスト出演。